# Coppa Spengler 2007
L'81ª edizione della Coppa Spengler si è svolta dal 26 dicembre al 31 dicembre 2007 alla Vaillant Arena di Davos, in Svizzera.

## Squadre
- Hockey Club Davos
- HC Salavat Yulaev Ufa
- Team Canada
- HC Möller Pardubice
- Adler Mannheim

## Qualificazioni
| Davos 26 dicembre 2007, ore 15:00 | HC Davos | 2 – 3 (2-0, 0-1, 1-1) | Adler Mannheim | Vaillant Arena |

| Davos 26 dicembre 2007, ore 20:00 | Team Canada | 4 – 3 (d.r.) (0-1, 3-1, 0-1, 0-0) | HC Möller Pardubice | Vaillant Arena |

| Davos 27 dicembre 2007, ore 15:00 | HC Möller Pardubice | 0 – 5 (0-1, 0-2, 0-2) | HC Salavat Yulaev Ufa | Vaillant Arena |

| Davos 27 dicembre 2007, ore 20:00 | HC Davos | 2 – 6 (1-1, 1-2, 0-3) | Team Canada | Vaillant Arena |

```
28 dicembre 2006 15:00   HC Davos            – HC Möller Pardubice  1-3       (0-1, 0-1, 1-1)
                 20:15   Adler Mannheim      – HC Salavat           1-6       (1-2, 0-2, 0-2)
29 dicembre 2006 15:00   HC Salavat          – Team Canada          2-3       (1-2, 1-0, 0-1)
                 20:15   HC Möller Pardubice – Adler Mannheim       3-4       (2-0, 1-3, 0-1)
30 dicembre 2006 15:00   Team Canada         – Adler Mannheim       4-2       (0-1, 2-0, 2-1)
                 20:15   HC Salavat
 
– HC Davos             5-6       (3-1, 0-2, 2-3)
```

## La finale
| Davos 31 dicembre 2007, ore 12:00 | Team Canada | 2 – 1 (0-0; 2-1; 0-0) | HC Salavat Yulaev Ufa | Vaillant Arena |